# Маний Помпоний Матон
Маний Помпоний Матон (Manius Pomponius Matho; † 211 пр.н.е.) e политик на Римската република през 3 век пр.н.е.

## Биография
Син е на Марк Помпоний Матон и брат на Марк Помпоний Матон (консул 231 пр.н.е.).
През 233 пр.н.е. Матон е избран за консул заедно с Квинт Фабий Максим Верукос. Той се бие против сардите и получава триумф. През 217 пр.н.е. е началник на конницата на диктатор Луций Ветурий Филон. През 216 пр.н.е. e претор; през 215 пр.н.е. пропретор.
Умира през 211 пр.н.е. като понтифекс.
Матон е баща на Помпония, която се омъжва за Публий Корнелий Сципион и е майка на Сципион Африкански и Сципион Азиатски.